# Juan Manuel Sánchez Gordillo
Juan Manuel Sánchez Gordillo, né le 5 février 1949 à Marinaleda, est un homme politique espagnol, syndicaliste et professeur d'histoire. Il est maire de Marinaleda de 1979 à 2023, ainsi que député de la Gauche unie (IU) au Parlement d'Andalousie de 1994 à 2000 et de 2008 à 2014.
Sánchez Gordillo est une figure marquante de la gauche nationaliste andalouse et un dirigeant du Collectif d'unité des travailleurs - Bloc andalou des gauches (CUT-BAI), du Syndicat andalou des travailleurs (SAT) - SAT et de la coalition espagnole Gauche unie.

## Biographie

### Maire
Militant actif du mouvement nationaliste andalou, de la lutte des travailleurs journaliers sans terre (les jornaleros) et de la lutte ouvrière en général, il est élu maire de Marinaleda en 1979 dès les premières élections municipales organisées après la fin du régime franquiste. C'est à l'époque, à 27 ans le plus jeune maire d'Espagne. Comme maire, il impulse un programme alternatif dans différents domaines, comme une planification urbaine qui élimine la spéculation et permet l'accès à des logements neufs, spacieux et confortables pour un loyer de 15 euros par mois. Ceci étant obtenu grâce à un système d'auto-construction. L'emploi est développé dans la commune grâce à l'établissement d'une coopérative agricole où tous les travailleurs touchent un salaire identique de 47 euros par jour, soit 1 200 euros par mois. Sánchez Gordillo organise des occupations de terres appartenant à des grands propriétaires et laissées en friche par eux. Il n'y a pas de police à Marinaleda. Le projet municipal développé s'appuie sur deux principes, l'égalité de tous et la participation des habitants aux décisions avec des assemblées générales convoquées régulièrement pour débattre et voter les décisions à prendre par la municipalité. Il est néanmoins également décrit comme « un "lider maximo" autoritaire qui pratique le clientélisme » par son adversaire du PSOE.
Après quarante-quatre ans et onze mandats de maire, il ne se représente pas en 2023.

### Député régional
De 1994 à 2000, puis de 2008 à 2014, Sánchez Gordillo est député au Parlement d'Andalousie, représentant de la province de Séville. Il est le responsable principal du parti politique CUT-BAI, qui fait partie de la Gauche unie. Il est membre du comité national du Syndicat andalou des travailleurs (SAT) et du conseil politique fédéral de la Gauche unie, en qualité de secrétaire chargé de la souveraineté alimentaire.
En décembre 2011, le congrès du SAT l'élit membre de son comité national. En février 2012, l'IU l'a désigné comme tête de liste pour la province de Séville pour les élections andalouses du 25 mars. À ces élections, IU progresse au point de devenir la troisième force politique d'Andalousie. À la suite de cela le PSOE propose à IU une alliance pour gouverner ensemble. Sánchez Gordillo s'opposE à cette proposition, menaçant d'organiser une scission et quitter la Gauche unie si elle était acceptée.
Le 7 août 2012, Sánchez Gordillo avec 400 militants du SAT et en ayant prévenu au préalable les médias, s'empare sans payer d'aliments de première nécessité dans deux grandes surfaces commerciales (Mercadona et Carrefour) à Arcos de la Frontera et Écija. Il définit cette action comme une « expropriation forcée » tout en expliquant qu'il avait l'intention de remettre ces aliments à une ONG de Séville,. Finalement, ces aliments sont remis à des familles sans abri qui squattent un bloc d'immeuble à Séville.
Le 25 août 2012, le tribunal supérieur de justice d'Andalousie, Ceuta et Melilla (TSJA) condamne Sánchez Gordillo et trois autres prévenus accusés de délits commis durant la grève générale qui a touché toute l'Espagne le 29 mars précédent. Ces délits, réprimés par l'article 315.3 du Code pénal consistant dans le fait d'avoir forcé des gens à se mettre en grève ou continuer à la poursuivre. En novembre 2013, le même tribunal condamne Sánchez Gordillo et le secrétaire général du SAT Diego Cañamero à une importante amende et sept mois de prison ferme pour l'occupation de la ferme militaire de Las Turquillas durant l'été 2012.
Sánchez Gordillo se déclare communiste « comme le Christ, Gandhi et Marx ».